# Aclerda simplicis
Aclerda simplicis är en insektsart som beskrevs av Mcconnell 1954. Aclerda simplicis ingår i släktet Aclerda och familjen Aclerdidae. Inga underarter finns listade i Catalogue of Life.